# El afilador
El afilador es una pintura de caballete realizada por el artista Francisco de Goya, alrededor de 1808 -1812. Según la crítica de arte Juliet Wilson Bareau, esta obra junto con La aguadora, fueron pensadas para su colocación en sobrepuertas de la propia casa madrileña del pintor.
A la muerte de Josefa Bayeu, mujer de Goya, en 1812, se realizó un inventario con las pinturas en propiedad del maestro de Fuendetodos. Aparece El afilador valorado en 300 reales y catalogado con el número 13. Con el mismo número que fueron marcadas las obras La aguadora y Las mozas del cántaro.
Según la historiadora Manuela Mena, la pintura fue comprada después de la Guerra de la Independencia Española directamente al autor, por el príncipe Alois Wenzel Kaunitz, que fue embajador en España, poco después de su adquisición la vendió al coleccionista Nicolás Esterházy del que pasó a propiedad del Museo de Bellas Artes de Budapest.

## Análisis
Goya tuvo durante la Guerra de la Independencia una especial atención en la pintura de personajes populares para uso o agrado propio. Las obras La aguadora y El afilador mostraban además de lo popular un cierto carácter bélico. En la primera, la mujer aguadora puede tener el significado de la heroína femenina portadora de agua y vino para los combatientes, hecho bastante normal en las contiendas de la época. El afilador se toma como símbolo de resistencia, encargado de tener los cuchillos preparados, esta arma blanca fue muy utilizada por el pueblo llano contra la lucha de las tropas napoleónicas. La toma de un punto de vista bajo por parte de Goya para la realización de estas pinturas —como solía hacerlo en la representación de figuras religiosas—, simboliza la idealización de los personajes con un aspecto monumental que acrecienta la luz intensa con que están resaltados.
En esta obra Goya, es precursor de un cierto realismo que, un poco más tarde, fue realizado en Francia con la elaboración de una pintura que ensalzaba el trabajo de las clases populares. El personaje está representado en pleno trabajo, con el cuchillo, sobre la rueda, sujetado por ambas manos, la postura del cuerpo es un poco inclinada hacia adelante y la pierna derecha apoyada sobre la carretilla. El fondo es de un colorido neutro y totalmente liso, resalta el color blanco de la camisa abierta y remangada que deja al descubierto parte del pecho y los brazos hasta los codos, el resto de colorido son ocres y ligeras pinceladas de rojo en la rueda de afilar para dar la sensación de rotación. El afilador parece mirar al espectador como si hubiera sido sorprendido en pleno trabajo.